# Cottus caeruleomentum
Cottus caeruleomentum is een straalvinnige vissensoort uit de familie van de donderpadden (Cottidae). De wetenschappelijke naam van de soort is voor het eerst geldig gepubliceerd in 2000 door Kinziger, Raesly & Neely.